# Dance of Death & Other Plantation Favorites/John Fahey Vol. 3
Dance of Death & Other Plantation Favorites/John Fahey Vol. 3 è il terzo album di John Fahey, pubblicato dalla Takoma Records nel 1964.
Il disco fu ristampato più volte, su vinile le varie edizioni si distinguono per il colore della copertina e perfino per il titolo dell'album, che sono leggermente differenti.
C-1004 Dance of Death & Other Plantation Favorites/John Fahey Vol.3 edizione del 1964 (prima pubblicazione), copertina bianca con lettere del titolo nere.
C-1004 Vol.3: The Dance of Death & Other Plantation Favorites edizione del 1967, copertina in stile psichedelico di colore oro e marrone.
C-1004 Vol.3: The Dance of Death & Other Plantation Favorites edizione del 1968, copertina marrone e bianca.

## Tracce
Lato A
1. Wine and Roses – 3:29 (John Fahey)
2. How Long – 2:56 (John Fahey)
3. On the Banks of the Owchita – 3:48 (John Fahey)
4. Worried Blues – 2:24 (John Fahey)
5. What the Sun Said – 10:12 (John Fahey)

Durata totale: 22:49
Lato B
1. Revelation on the Banks of the Pawtuxent – 2:31 (John Fahey)
2. Poor Boy – 3:20 (Bukka White, John Fahey)
3. Variations on the Coocoo – 4:00 (Clarence Ashley; arrangiamento e adattamento di John Fahey)
4. The Last Steam Engine Train – 2:14 (John Fahey)
5. Give Me Corn Bread When I'm Hungry – 3:12 (John Fahey)
6. Dance of Death – 7:40 (John Fahey)

Durata totale: 22:57
Edizione CD del 1999, pubblicato dalla Takoma Records (TAKCD-8909-2)
1. Wine and Roses – 3:29 (John Fahey)
2. How Long – 2:56 (John Fahey)
3. On the Banks of the Owchita – 3:48 (John Fahey)
4. Worried Blues – 2:24 (John Fahey)
5. What the Sun Said – 10:12 (John Fahey)
6. Revelation on the Banks of the Pawtuxent – 2:31 (John Fahey)
7. Poor Boy – 3:20 (Bukka White, John Fahey)
8. Variations on the Coocoo – 4:00 (Clarence Ashley, arr. e add. di John Fahey)
9. The Last Steam Engine Train – 2:14 (John Fahey)
10. Give Me Corn Bread When I'm Hungry – 3:12 (John Fahey)
11. Dance of Death – 7:40 (John Fahey)
12. Tulip (aka When You Wore a Tulip and I Wore a Big Red Rose) – 2:44 (Jack Mohoney, Percy Wenrich, arr. e add. di John Fahey) – Bonus Track
13. Daisy (aka A Bicycle Built for Two) – 1:20 (Harry Dacre, arr. e add. di John Fahey) – Bonus Track
14. The Siege of Sevastopol – 1:23 (Tradizionale, arr. di John Fahey) – Bonus Track
15. Steel Guitar Rag – 2:10 (Sylvester Weaver) – Bonus Track

Durata totale: 53:23

## Musicisti
- John Fahey - chitarra acustica